# Ginnastica artistica ai IX Giochi del Mediterraneo
Le competizioni di ginnastica artistica ai IX Giochi del Mediterraneo si sono svolte nel settembre 1983 a Casablanca in Marocco.

## Podi

### Uomini
| Evento                | Oro                              | Punteggio | Argento                         | Punteggio | Bronzo                            | Punteggio |
| Concorso a squadre    | Francia                          | 280.00 p. | Italia                          | 279.45 p. | Spagna                            | 273.15 p. |
| Concorso individuale  | Diego Lazzarich                  | 113.65 p. | Jean-Luc Cairon                 | 113.30 p. | Laurent Barbieri Philippe Vatuone | 112.25 p. |
| Corpo libero          | Diego Lazzarich                  | 19.30 p.  | Philippe Vatuone                | 19.15 p.  | Vittorio Allievi                  | 18.95 p.  |
| Cavallo con maniglie  | Jean-Luc Cairon Vittorio Allievi | 19.05 p.  | Non attribuita                  |           | Michel Boutard                    | 18.55 p.  |
| Anelli                | Rocco Amboni Laurent Barbieri    | 18.95 p.  | Non attribuita                  |           | Miguel Soler                      | 18.85 p.  |
| Volteggio             | Laurent Barbieri                 | 19.275 p. | Diego Lazzarich                 | 19.225 p. | Fernand Siscar                    | 19.100 p. |
| Parallele simmetriche | Jean-Luc Cairon                  | 18.70 p.  | Branislav Tripkovic             | 18.45 p.  | Stephan Lorenzi                   | 18.35 p.  |
| Sbarra                | Philippe Vatuone                 | 19.70 p.  | Jean-Luc Cairon Diego Lazzarich | 19.25 p.  | Non attribuita                    |           |

### Donne
| Evento                 | Oro            | Punteggio | Argento                     | Punteggio | Bronzo                                              | Punteggio |
| Concorso a squadre     | Spagna         | 189,00 p. | Francia                     | 184,05 p. | Italia                                              | 183,65 p. |
| Concorso individuale   | Laura Munoz    | 76.00 p.  | Margot Estevez              | 75.90 p.  | Irène Martinez                                      | 75.55 p.  |
| Corpo libero           | Margot Estevez | 19.10 p.  | Irène Martinez              | 18.95 p.  | Patrizia Luconi                                     | 18.90 p.  |
| Volteggio              | Ana Manso      | 19.20 p.  | Patrizia Luconi             | 19.075 p. | Giulia Volpi                                        | 19.050 p. |
| Parallele asimmetriche | Irène Martinez | 19.35 p.  | Laura Munoz Laura Bortolaso | 19.25 p.  | Non attribuita                                      |           |
| Trave                  | Laura Munoz    | 19.40 p.  | Florence Laborderie         | 18.65 p.  | Margot Estevez Leonilde Iannuzzi Corinne Ragazzacci | 18.45 p.  |

## Medagliere
| Posizione | Paese      | Oro | Argento | Bronzo | Totale |
| --------- | ---------- | --- | ------- | ------ | ------ |
| 1         | Francia    | 6   | 5       | 5      | 16     |
| 2         | Spagna     | 6   | 3       | 5      | 14     |
| 3         | Italia     | 4   | 5       | 5      | 14     |
| 4         | Jugoslavia | 0   | 1       | 0      | 1      |
| Totale    | Totale     | 16  | 14      | 15     | 45     |